# سهره بیشه‌ای تاج‌بلوطی
سهره بیشه‌ای تاج‌بلوطی (نام علمی: Atlapetes seebohmi) گونه‌ای از پرندگان تیرهٔ گمجشکان جهان جدید (Passerellidae) است.
در آند در اکوادور و پرو یافت می‌شود. زیستگاه طبیعی آن جنگل‌های خشک نیمه‌گرمسیری یا گرمسیری و جنگل‌های کوهستانی نمناک نیمه‌گرمسیری یا گرمسیری است. شباهت زیادی به سهره‌فرچه‌ای بال‌سفید دارد، اما روی بال‌ها سفیدی ندارد. صورت تاج‌بلوطی نیز سیاه‌تر از بال‌سفید است. مانند بسیاری از سهره‌ها، آنها معمولاً به صورت جفتی یافت می‌شوند که به سرعت از درختی به درخت دیگر حرکت می‌کنند.